# Григорян, Александра
Александра Григорян (арм. Ալեքսանդրա Գրիգորյան; 1 августа 2005) — армянская спортсменка, тяжелоатлетка, чемпионка Европы 2024 года, бронзовый призёр чемпионата мира 2024 года, серебряный призёр чемпионата Европы 2025 года. Чемпионка мира среди юниоров 2023 года. 

## Биография
В 2022 году одержала победу на юношеском чемпионате Европы в категории до 49 кг. В 2023 году дебютировала на взрослом чемпионате Европы в Ереване, в категории до 55 кг, заняла итоговое шестое место. 
В сентябре 2023 года приняла участие во взрослом чемпионате мира, который состоялся в Саудовской Аравии, где заняла итоговое 7-е место с результатом 190 кг по сумме двух упражнений. 
В ноябре 2023 года на юношеском чемпионате мира стала победительницей. 
В феврале 2024 года на чемпионате Европы в Софии Александра завоевала золотую медаль по сумме двух упражнений с результатом 196 кг. В упражнении толчок она была первой (115 кг).
На чемпионате мира 2024 года, который состоялся в Бахрейне, армянская спортсменка завоевала бронзовую медаль с результатом 203 кг по сумме двух упражнений. В упражнении толчок она стала второй с весом 120 кг, установив мировый рекорд по юниорам. 
На чемпионате Европы 2025 года в Кишинёве в весовой категории до 55 кг завоевала серебряную медаль с итоговым результатом 202 кг. В упражнении "рывок" стала победителем (117 кг).

## Достижения
Чемпионат мира
| Результат | Вес       | Год  | Место соревнований | Рывок | Толчок | Общий вес |
| Бронза    | до 55 кг. | 2024 | Манама, Бахрейн    | 83,0  | 120,0  | 203,0     |

Чемпионат Европы
| Результат | Вес       | Год  | Место соревнований | Рывок | Толчок | Общий вес |
| Золото    | до 55 кг. | 2024 | София, Болгария    | 81,0  | 115,0  | 196,0     |
| Серебро   | до 55 кг. | 2025 | Кишинёв, Молдова   | 85,0  | 117,0  | 202,0     |